# Сніжківська сільська рада (Валківський район)
Сні́жківська сільська́ ра́да — адміністративно-територіальна одиниця та орган місцевого самоврядування в Валківському районі Харківської області. Адміністративний центр — село Сніжків.

## Загальні відомості
- Сніжківська сільська рада утворена в 1918 році.
- Територія ради: 59,12 км²
- Населення ради: 1 872 особи (станом на 2001 рік)

## Населені пункти
Сільській раді підпорядковані населені пункти:
- с. Сніжків
- с. Вільхівське
- с. Дорофіївка
- с. Кантакузівка
- с. Ясеневе

## Склад ради
Рада складається з 16 депутатів та голови.
- Голова ради: Усань Наталія Іванівна
- Секретар ради: Маркович Наталія Олександрівна

### Керівний склад попередніх скликань
| Прізвище, ім'я, по батькові    | Основні відомості                                                                             | Дата обрання | Дата звільнення |
| ------------------------------ | --------------------------------------------------------------------------------------------- | ------------ | --------------- |
| Посмітний Валерій Анатолійович | Сільський голова, 1951 року народження, член Соціал-демократичної партії України (об'єднаної) | 26.03.2006   | 01.10.2008      |
| Усань Наталія Іванівна         | Сільський голова, 1959 року народження, освіта незакінчена вища, член Партії регіонів         | 15.03.2009   | 31.10.2010      |
| Усань Наталія Іванівна         | Сільський голова, 1959 року народження, освіта незакінчена вища, член Партії регіонів         | 31.10.2010   |                 |

Примітка: таблиця складена за даними сайту Верховної Ради України

### Депутати
За результатами місцевих виборів 2010 року депутатами ради стали:

#### За суб'єктами висування
| Суб'єкт висування | Кількість обраних депутатів | %    |
| ----------------- | --------------------------- | ---- |
| Партія регіонів   | 14                          | 87,5 |
| Самовисування     | 2                           | 12,5 |

#### За округами
| № округу        | Прізвище, ім'я, по батькові     | Дата визнання обраним | Освіта  | Партійна приналежність | Відомості про обраного депутата                           |
| --------------- | ------------------------------- | --------------------- | ------- | ---------------------- | --------------------------------------------------------- |
| Партія регіонів |                                 |                       |         |                        |                                                           |
| 1               | Свищ Наталія Олексіївна         | 03.11.2010            | середня | член Партії регіонів   | тимчасово не працює                                       |
| 2               | Маркович Наталія Олександрівна  | 03.11.2010            | вища    | член Партії регіонів   | тимчасово не працює                                       |
| 3               | Бондаренко Олександр Сергійович | 03.11.2010            | вища    | член Партії регіонів   | Валківський районний спортивно-технічний клуб, інструктор |
| 4               | Гаркавий Василь Кирилович       | 03.11.2010            | вища    | член Партії регіонів   | Сніжківська загальноосвітня школа I-III ст., вчитель      |
| 5               | Клименко Світлана Андріївна     | 03.11.2010            | вища    | член Партії регіонів   | ВАТ «Ощадбанк», касир                                     |
| 6               | Підлісний Олексій Олександрович | 03.11.2010            | вища    | член Партії регіонів   | Валківський районний спортивно-технічний клуб             |
| 7               | Зягун Неоніла Вікторівна        | 03.11.2010            | вища    | член Партії регіонів   | фізична особа-підприємець                                 |
| 9               | Майба Олександр Миколайович     | 03.11.2010            | вища    | член Партії регіонів   | фізична особа-підприємець                                 |
| 10              | Гура Тетяна Миколаївна          | 03.11.2010            | середня | член Партії регіонів   | ТОВ «Агротоп», кухар                                      |
| 12              | Кулак Тетяна Андріївна          | 03.11.2010            | вища    | член Партії регіонів   | ТОВ «Агротоп», бухгалтер                                  |
| 13              | Попов Віталій Анатолійович      | 03.11.2010            | середня | член Партії регіонів   | фізична особа-підприємець                                 |
| 14              | Троян Наталія Іванівна          | 03.11.2010            | середня | член Партії регіонів   | тимчасово не працює                                       |
| 15              | Марченко Тетяна Григорівна      | 03.11.2010            | вища    | член Партії регіонів   | пенсіонер                                                 |
| 16              | Микитченко Роман Васильович     | 18.06.2012            | вища    | член Партії регіонів   | тимчасово не працює                                       |
| Самовисування   |                                 |                       |         |                        |                                                           |
| 8               | Золотаренко Людмила Миколаївна  | 03.11.2010            | середня | позапартійна           | Валківська РДА, диспетчер                                 |
| 11              | Павліченко Олена Іванівна       | 03.11.2010            | вища    | позапартійна           | Сніжківська сільська бібліотека, завідувач                |